# Alain Lanavère
Alain Lanavère (né en 1943) est un critique littéraire français.

## Biographie
Né le 8 janvier 1943, Alain Lanavère est ancien élève de l'École normale supérieure (promotion L1964), agrégé de lettres classiques et docteur ès lettres (1994).
De 1976 à 1997, il est vice-président de l'association des amis de Robert Brasillach.
Il est maître-assistant, puis maître de conférences en littérature française à l'université Paris-Sorbonne et à l'Institut catholique de Paris, et enfin à l'Institut catholique d’études supérieures. Il a aussi enseigné à l'Institut Saint-Pie-X.
En 2006, il signe le « Manifeste en faveur de la messe tridentine » qui paraît dans Le Figaro.
En 2016, il cofonde l'École professorale de Paris, établissement privé de formation des enseignants,.
Il a notamment codirigé Michel Déon, aujourd'hui.

### Radio
Il dirige sur Radio Courtoisie, de septembre 2007 à novembre 2009, l'émission Bonheur de la lecture, puis, depuis septembre 2011 jusqu'à juillet 2017, à la suite de Pierre Brunel, le Libre journal des belles-lettres. Il y accueille des chroniques d'Antoine Assaf et de Charles-Henri d'Elloy. Il est remplacé par Alain Paucard et son Libre journal de la douceur de vivre.

## Ouvrages
- Dir. (préf. Alain Viala), Télémaque : « Je ne sais quoi de pur et de sublime », Orléans, Paradigme, coll. « Références » (no 2), 1994, 254 p. (ISBN 2-86878-132-2).
- Fête foraine, Paris, Caisse nationale des monuments historiques et des sites, coll. « Mémoires photographiques », 1995, 129 p. (ISBN 2-85822-145-6).
- Dir. avec Thierry Laurent et Jean-Pierre Poussou, Michel Déon, aujourd'hui (actes de colloque), Paris, Presses de l'université Paris-Sorbonne, coll. « Recherches actuelles en littérature comparée », 2006, 116 p. (ISBN 2-84050-436-7).
- Avec Pauline Chaduc et Jean-Dominique Beaudin, Fénelon, Les Aventures de Télémaque, Neuilly-sur-Seine, Atlande, coll. « Clefs concours : lettres XVIIe siècle », 2009, 223 p. (ISBN 978-2-35030-114-3).

### Éditions
- Pascal, Paris, Firmin-Didot-Didier, coll. « Miroir de la critique » (no 1), 1969, 190 p. (SUDOC 001891502)  — recueil de textes sur Blaise Pascal.
- Molière (préf. Jean Le Poulain), Le Malade imaginaire : comédie mêlée de musique et de danses : 1673, Paris, Librairie générale française, coll. « Le Livre de poche : classique : théâtre » (no 6135), 1986, 192 p. (ISBN 2-253-03794-X)  — réimprimé en 1999.
- José Cabanis, Carnets : 1954-1972, Pin-Balma, Sables, 2007, 206 p. (BNF 41184128).
- René Bazin, Gingolph l'abandonné, Suresnes, Clovis, 2014, 379 p. (ISBN 978-2-35005-114-7).
- René Bazin, Pages religieuses : temps de paix, temps de guerre, La Brévière, Sainte Philomène, 2016, 301 p. (ISBN 978-2-919621-46-0).

## Prix
Il est lauréat du prix Jean-Ferré en 2014.